# Yoraperla
Yoraperla is een geslacht van steenvliegen uit de familie Peltoperlidae. De wetenschappelijke naam van het geslacht is voor het eerst geldig gepubliceerd in 1952 door Ricker.

## Soorten
Yoraperla omvat de volgende soorten:
- Yoraperla altaica Devyatkov, 2003
- Yoraperla brevis (Banks, 1907)
- Yoraperla han Stark & Nelson, 1994
- Yoraperla mariana (Ricker, 1943)
- Yoraperla nigrisoma (Banks, 1948)
- Yoraperla siletz Stark & Nelson, 1994
- Yoraperla uchidai Stark & Nelson, 1994